# 天津环球金融中心
天津环球金融中心（英語：Tianjin World Financial Center）是位于中华人民共和国天津市海河河畔的的综合建筑群，该建筑群东至大沽桥、南至兴安路、西至佳木斯道、北至海河，总建筑面积约为60万平方米，分为“津塔”写字楼及公寓和“津门”瑞吉酒店及公寓两大建筑板块，由金融街控股股份有限公司投资建设，美国SOM建筑设计事务所设计。其中，天津环球金融中心的津塔写字楼高度为336.9米，於2010年至2015年間曾為中国北方高度第一的摩天大楼。

## 区位
天津环球金融中心位于天津市和平区大沽北路2号的海河河畔的，也是海河六大节点之一和平广场中心商业区的重要组成部分。其建筑范围东至大沽桥、南至兴安路、西至佳木斯道、北至海河，也与天津站、天津意式风情区、和平路商业街、滨江道商业街、解放北路金融街等相邻。

## 建设历程

### 工程时间节点
2007年，天津环球金融中心正式开工。2010年1月14日上午，历经17个月施工，天津环球金融中心津塔写字楼完成主体工程建设，实现结构封顶。
2011年9月，天津环球金融中心正式运营。

### 建设历程影像记录

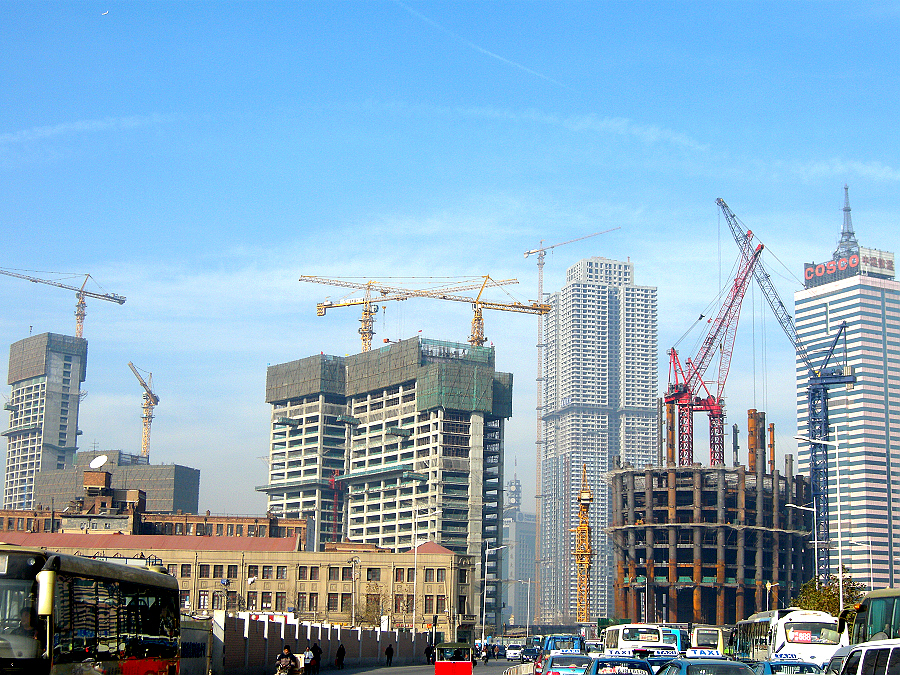
2008年11月28日
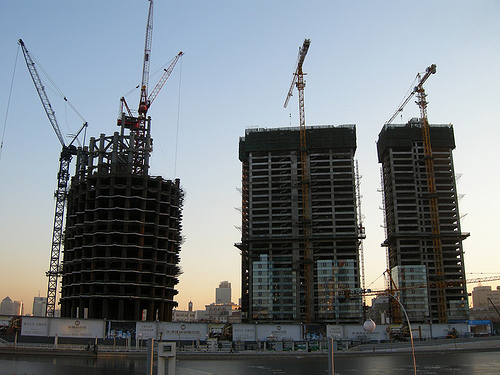
2009年1月6日
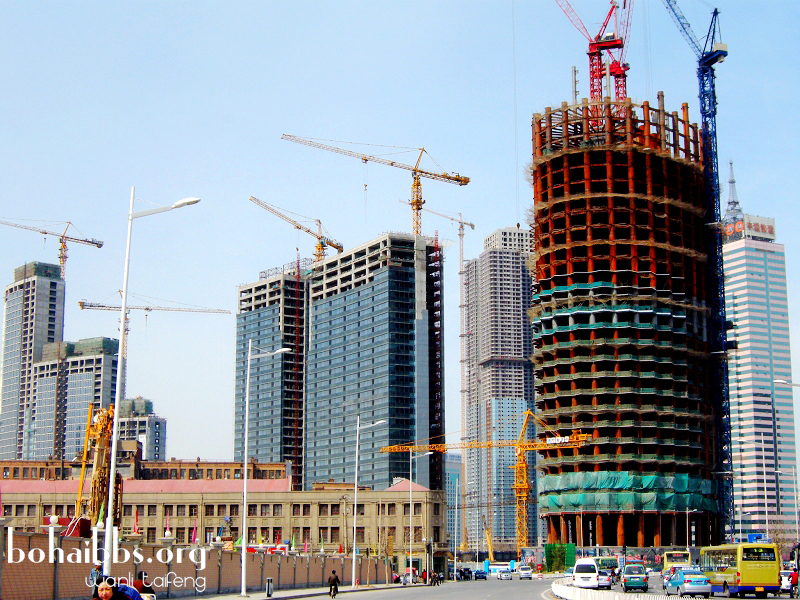
2009年3月26日
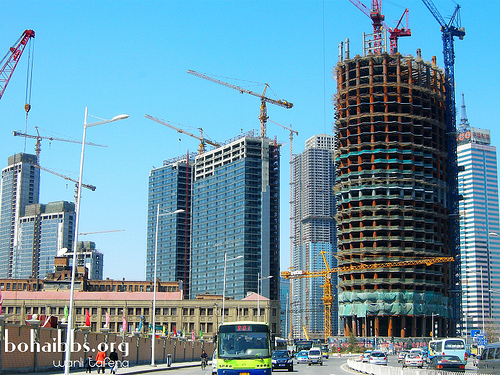
2009年4月1日
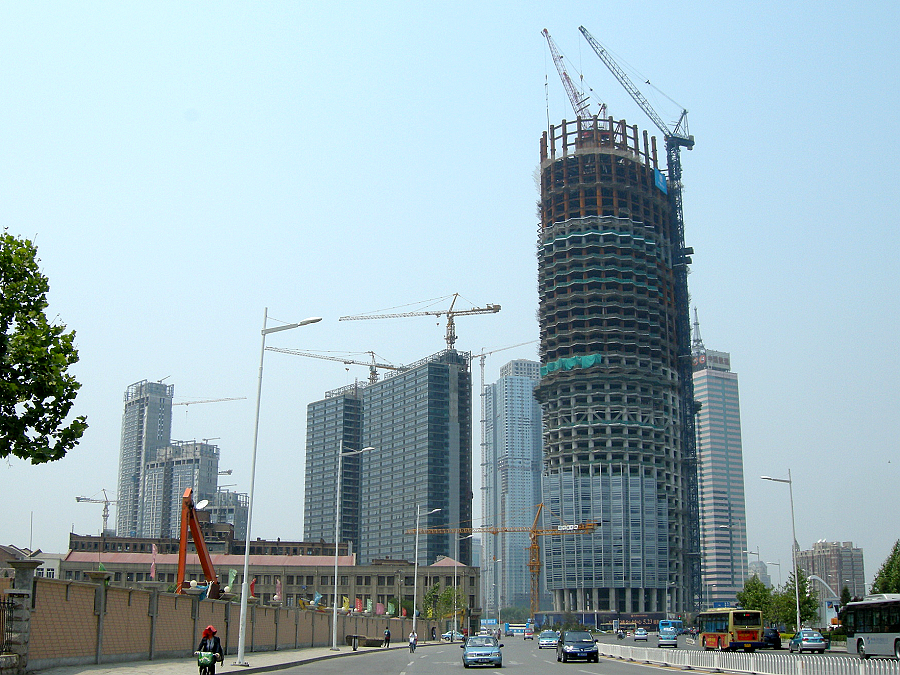
2009年5月7日
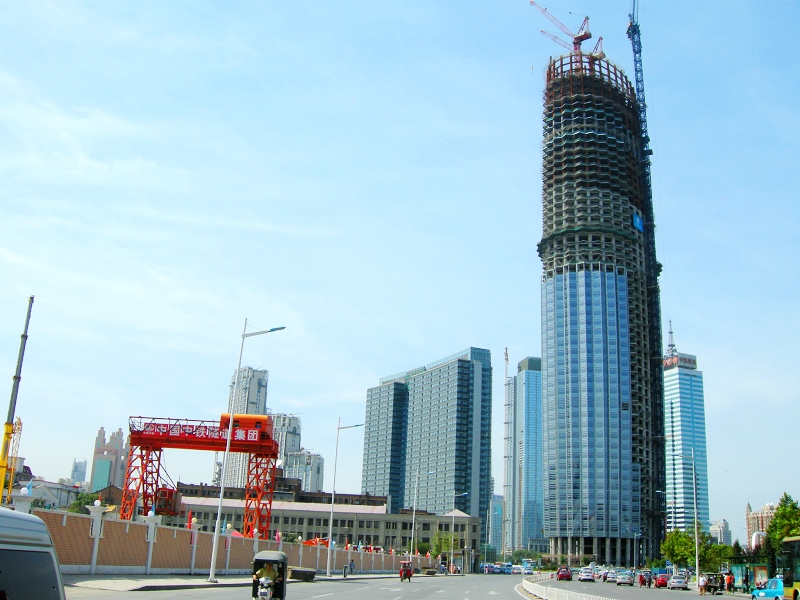
2009年8月28日
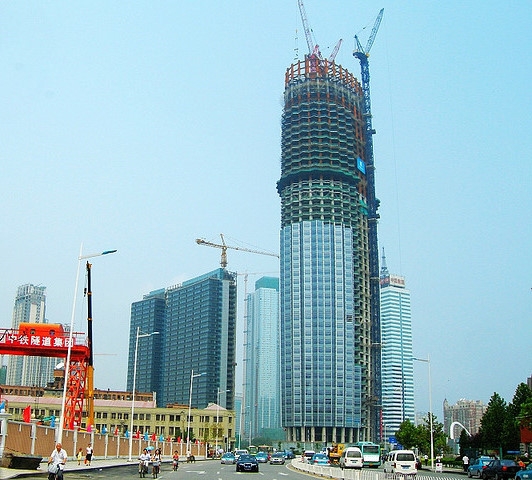
2009年7月31日
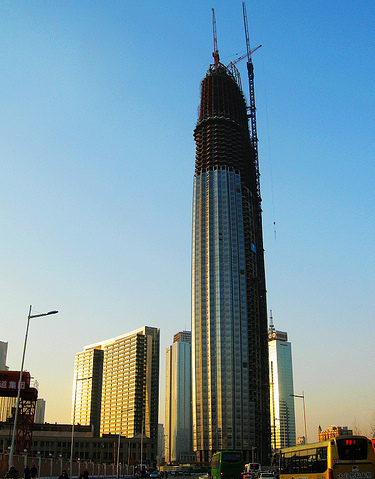
2009年12月31日

## 设计理念
天津环球金融中心由美国SOM建筑设计事务所设计，其中津塔建筑的主体结构形式借鉴了中国传统折纸艺术的元素，呈扬帆远航状，具有极强的现代感和视觉冲击力。在建筑细节方面，津塔的结构侧向受力体系采用带肋薄钢板剪力墙，使建筑可承受百年一遇30.5米/秒的风压和2500年一遇的罕见地震；而呈折扇三角形的窗户也可以增加室内的采光面积。

## 津塔写字楼

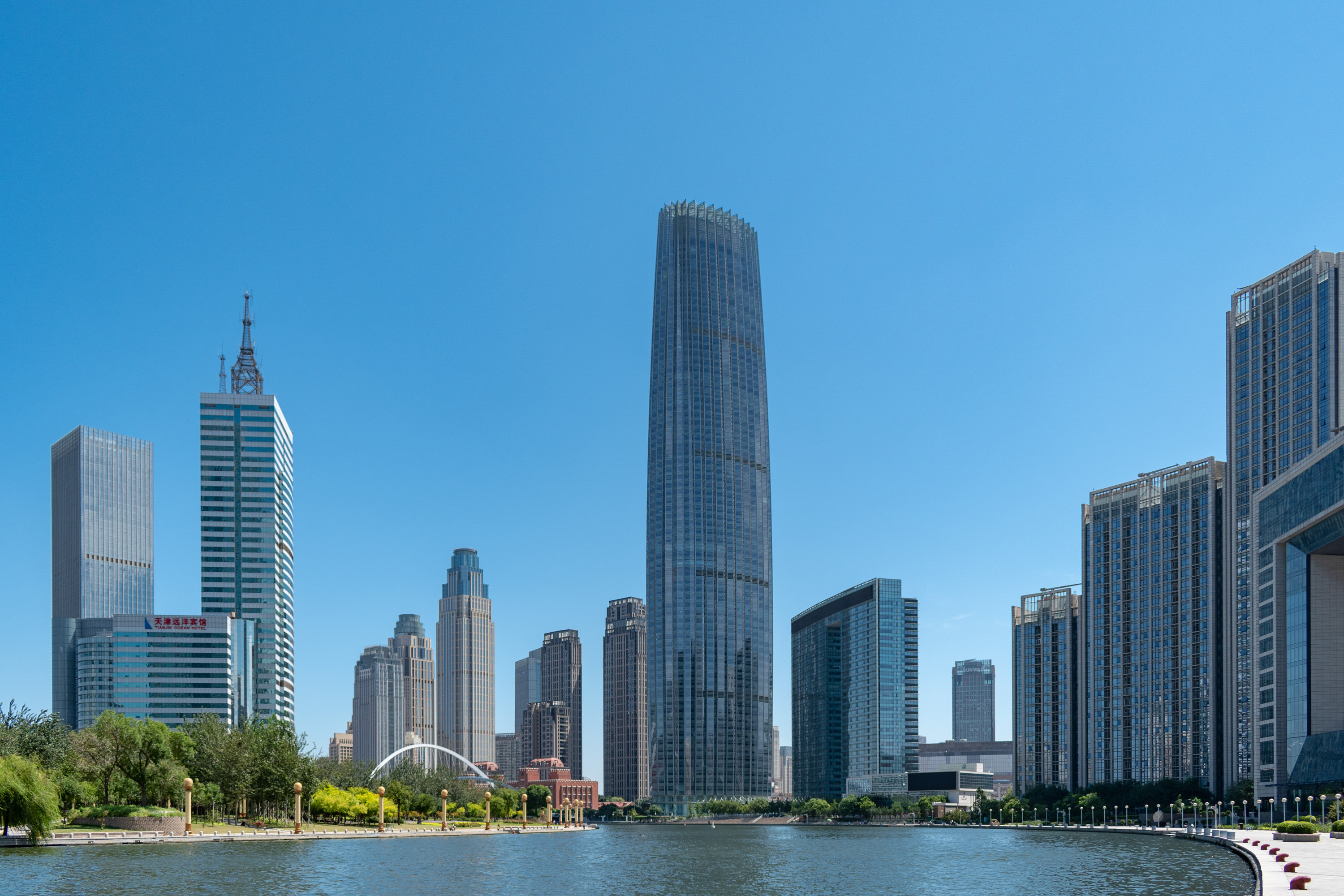
天津环球金融中心与其附近的建筑

津塔写字楼是天津环球金融中心建筑群中的主塔和最高的摩天大楼，高度为336.9米，地上75层，地下4层，津塔由写字楼和公寓两部分组成，总建筑面积约34万平方米。津塔外形如同船帆，寓意着天津扬帆起航，可容纳1万多人办公。津塔的名称与天津市老地标“天塔”相呼应，且新旧地标各取“天津”之中一字。津塔已于2010年1月14日封顶并超过北京国际贸易中心3期，成为中国长江以北地区的第一高楼，直至2015年。

### 電梯配置
天津环球金融中心均采用三菱高速电梯
| 电梯单位内编号 | 运行速度 | 额定载重   | 区组安装台数 | 服务楼层                                             | 类型         | 区域            | 备注             |
| -------------- | -------- | ---------- | ------------ | ---------------------------------------------------- | ------------ | --------------- | ---------------- |
| No.01 ~ No.04  | 2.5 m/s  | 1600 kg    | 4            | 1、3-12                                              | 区间客梯     | 写字楼区        |                  |
| No.05 ~ No.08  | 6 m/s    | 1600 kg    | 4            | 1、15-17、19-25                                      | 区间客梯     | 写字楼区        |                  |
| No.09 ~ No.12  | 6 m/s    | 1600 kg    | 4            | 1、26-33                                             | 区间客梯     | 写字楼区        |                  |
| No.13 ~ No.16  | 2.5 m/s  | 1600 kg    | 4            | 36、38-46                                            | 区间客梯     | 写字楼区        |                  |
| No.17 ~ No.20  | 5 m/s    | 1600 kg    | 4            | 37、47-50、52-57                                     | 区间客梯     | 写字楼区        |                  |
| No.21 ~ No.24  | 2.5 m/s  | 1600 kg    | 4            | 58、60-67、69                                        | 区间客梯     | 写字楼区        |                  |
| No.25 ~ No.28  | 5 m/s    | 1600 kg    | 4            | 59、70-79                                            | 区间客梯     | 写字楼区 观景台 |                  |
| No.29 ~ No.31  | 7 m/s    | 2000 kg ×2 | 3            | 1/2、36/37                                           | 双层穿梭客梯 | 空中大堂        |                  |
| No.32 ~ No.34  | 8 m/s    | 1800 kg ×2 | 3            | 1/2、36/37、58/59                                    | 双层穿梭客梯 | 空中大堂        |                  |
| No.35 ~ No.37  | 1.75 m/s | 1600 kg    | 3            | B4-1                                                 | 专用电梯     | 停车场          |                  |
| No.38 ~ No.39  | 6 m/s    | 2000 kg    | 2            | B4-2、2E、3-18、19-35、36-51、51E、52-68、69-80      | 消防电梯     | 全部分区        | 现用作观景台客梯 |
| No.40          | 5 m/s    | 3000 kg    | 1            | B4-2、2E、3-18、19-35、36-51、51E、52-68、68E、69-81 | 大型载货电梯 | 全部分区        |                  |
| No.41          | 1 m/s    |            | 1            | 79-80                                                | 专用电梯     | 观景台          |                  |

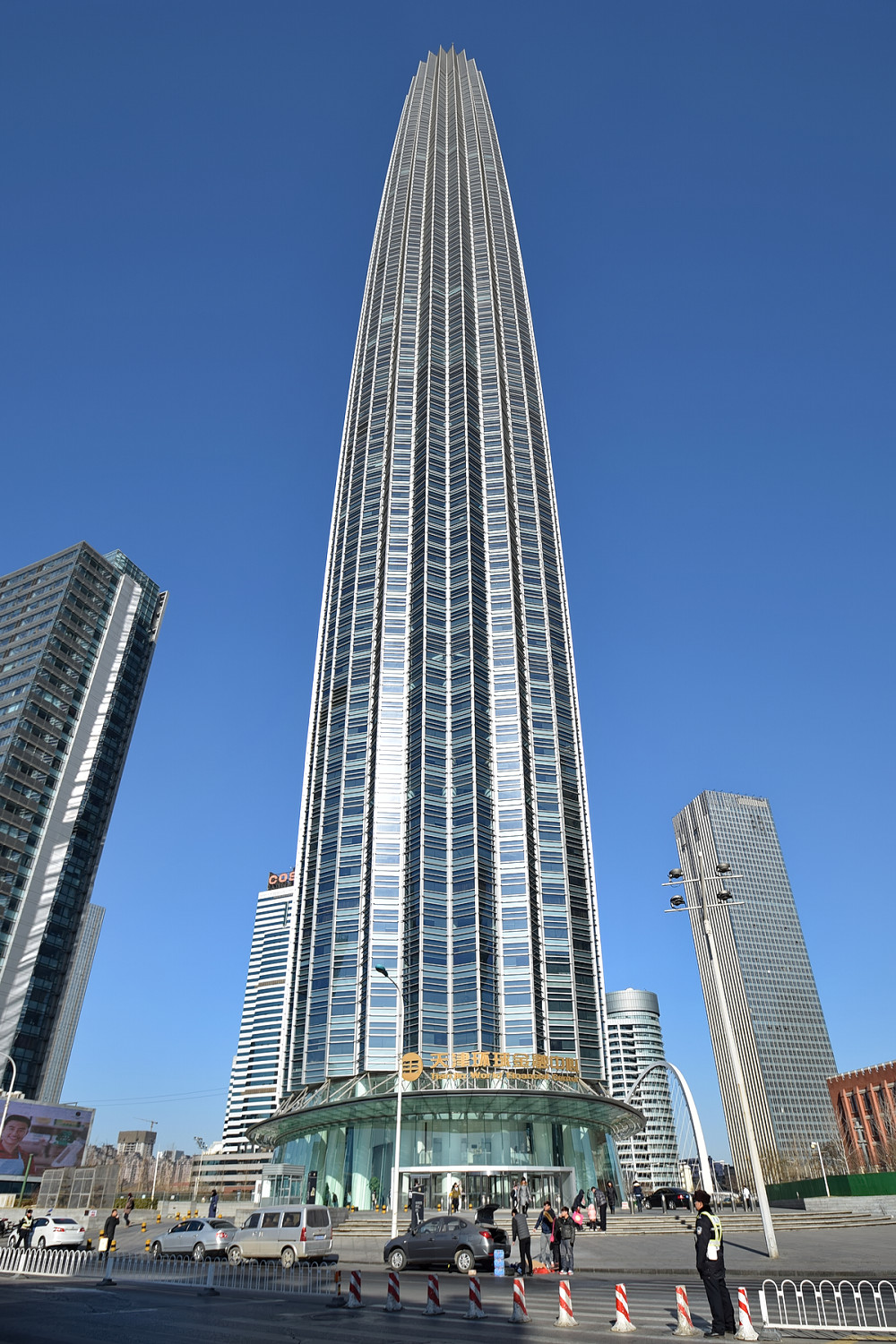
津塔

(不設下列樓層：4/F、13/F、14/F、24/F、34/F、44/F、54/F、64/F及74/F)

## 瑞吉酒店及公寓

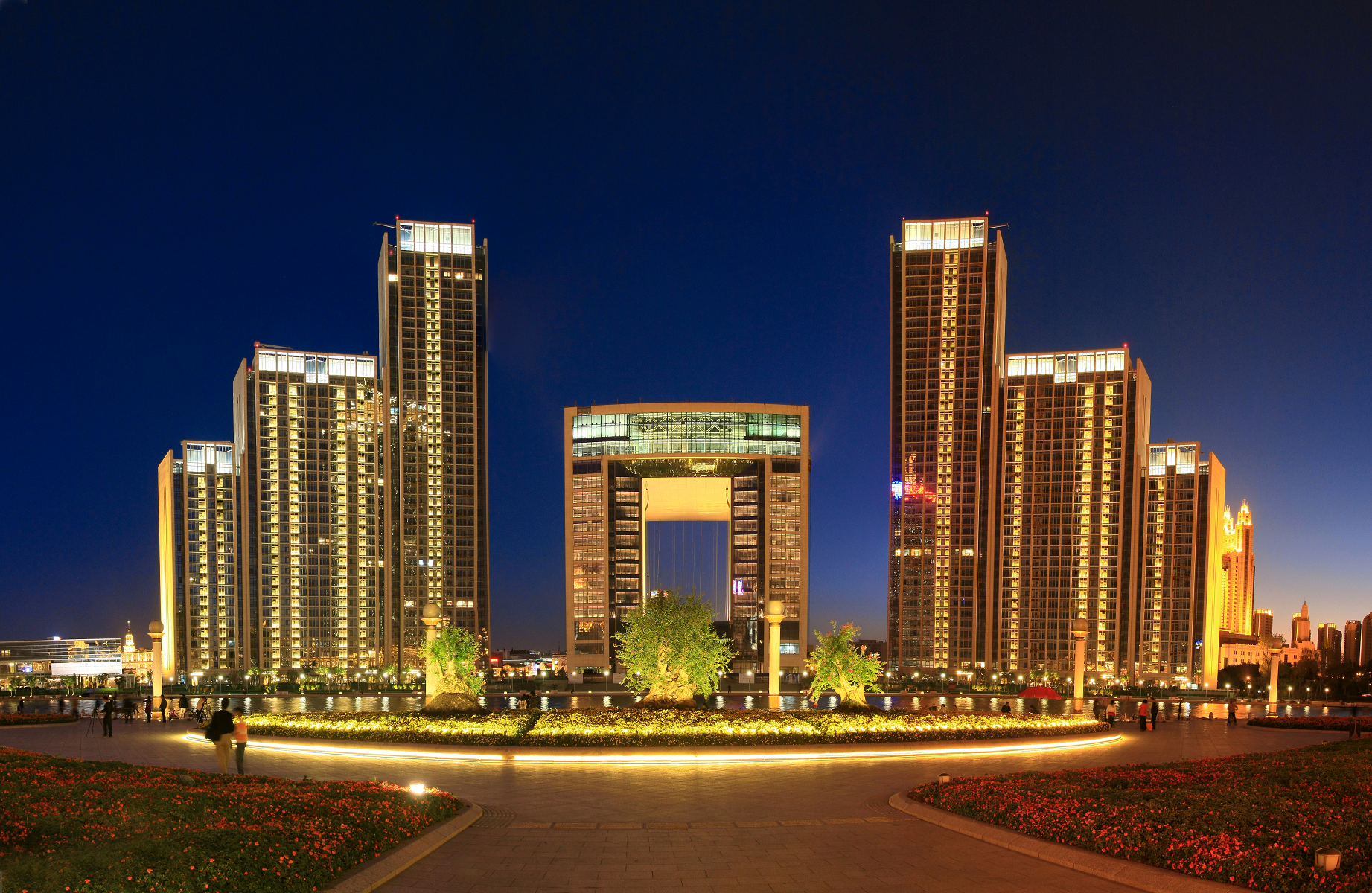
“津门”瑞吉酒店

天津瑞吉酒店高度为71米，为拉德芳斯新凯旋门样式建筑，整个津门板块为对称建筑群，建筑面积达到20万平方米。

## 荣誉

天津环球金融中心

2009年11月，天津环球金融中心的津塔写字楼在一项由专业研究机构主办的2009-2010中国城市建筑新地标研究中，成功入选中国城市建筑新地标。研究结果显示津塔写字楼的功能性、标识性两大方面均领先于其他城市建筑，特别是具备了突出的视觉形象和商务功能。2011年，天津环球金融中心津塔写字楼荣膺由美国北加州结构工程师协会（SEAONC）颁发的2011年优秀结构工程设计奖。2013年，天津环球金融中心津塔写字楼获得“安波利斯摩天楼大奖”，并入选全球十大最佳摩天楼建筑。

## 相关链接
- 天津摩天大楼列表
- 高银金融117、天津周大福中心